# Aemilia castanea
Aemilia castanea är en fjärilsart som beskrevs av James John Joicey och Talbot 1916. Aemilia castanea ingår i släktet Aemilia och familjen björnspinnare. Inga underarter finns listade i Catalogue of Life.